# Cowin X3
Pour les articles homonymes, voir X3.
Le Cowin X3 est un modèle de véhicule métis compact produit par le constructeur automobile chinois Cowin Auto (filiale de Chery) depuis 2016.

## Aperçu

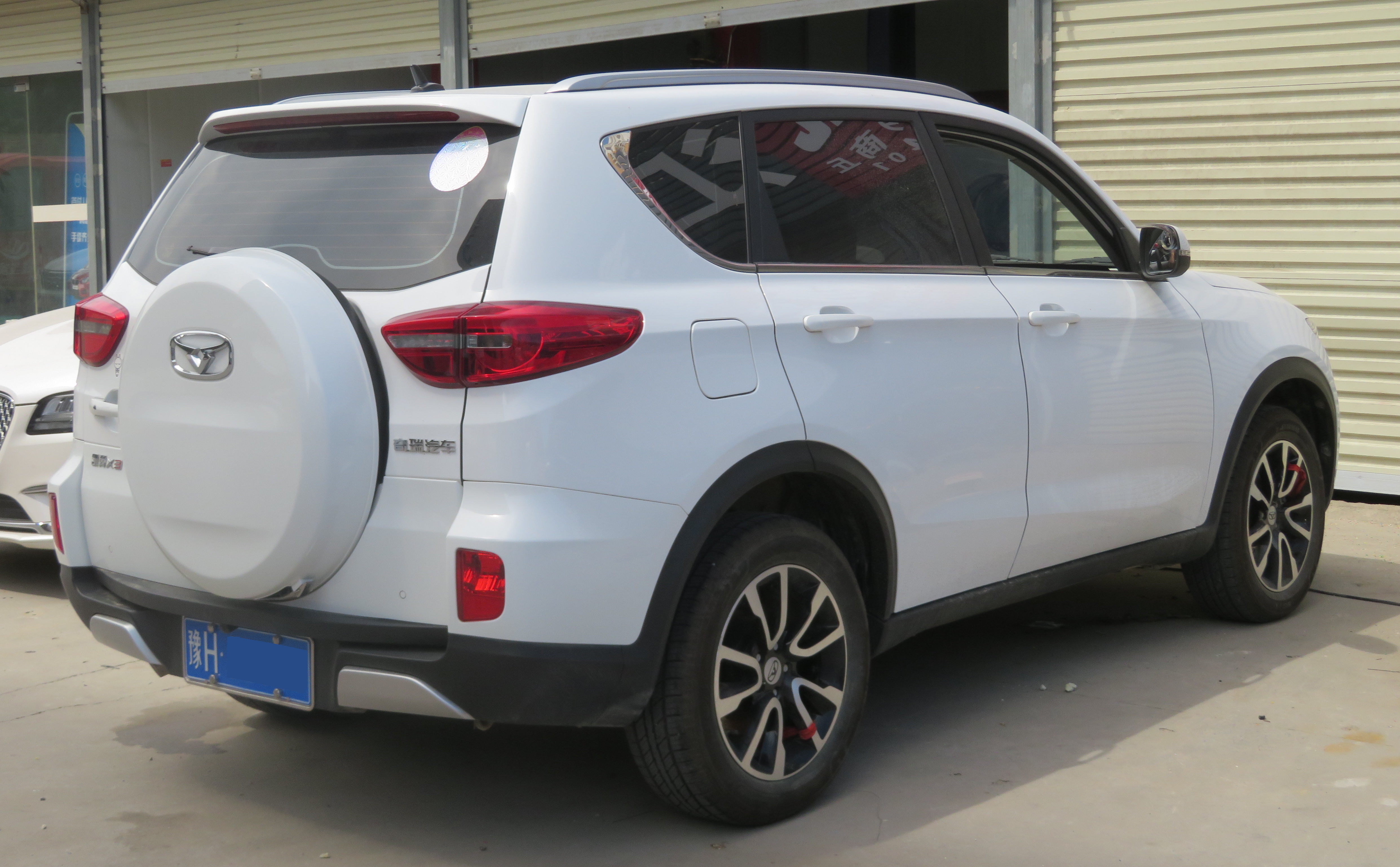
Cowin X3 vue arrière

Le véhicule a fait ses débuts en tant que le concept car Cowin i-CX au salon de l'automobile de Chengdu en août 2014.
Le modèle de série a été dévoilé au salon de l'automobile de Pékin en avril 2016 et il est vendu en Chine depuis juin 2016. Le X3 est basé sur le Chery Tiggo 3 et possède une roue de secours à l'arrière.
Son année de vente record fut en 2017, avec 24 919 véhicules de vendu.

### Motorisation
Le Cowin X3 est uniquement disponible avec un moteur essence quatre cylindres de 1,6 litre de 127 ch, alimentant les roues avant via une transmission manuelle à cinq vitesses ou une transmission automatique à cinq vitesses. Plus tard, un moteur turbo de 1,4 litre et une fonction hybride rechargeable seront ajoutés à la gamme.